# Vlaskop
Vlaskop is een Belgisch witbier.
Het bier wordt gebrouwen in Brouwerij Strubbe te Ichtegem.
Het is een blond troebel bier met een alcoholpercentage van 5,5%. Op het etiket staat vermeld Gerstebier omdat het bier niet met ongemoute tarwe wordt gebrouwen zoals alle andere witbieren maar met 40% ongemoute gerst.